# Adda-Douéni
 Adda-Douéni  ist ein Ort auf der Insel Anjouan im Inselstaat Komoren im Indischen Ozean. 2024 hat man 10.858 Einwohner gezählt.

## Geographie
Adda-Douéni liegt zusammen mit Jandza zentral im Süden der Insel an der Verbindung von Domoni im Osten zum Ort Moya an der Westküste.